# Al-Taawoun Football Club
O Al-Taawoun Football Club (em árabe: الررانن, lit. 'Cooperação' ), às vezes conhecido como Al-Tawen, é um clube de futebol com sede em Buraida, que joga no Campeonato Saudita de Futebol, a primeira divisão do futebol saudita.
O Al-Taawoun ganhou a Copa do Rei uma vez, em 2019, derrotando Al-Ittihad na final. Sua melhor temporada de todos os tempos na primeira divisão veio em 2018-19, quando o clube desafiou com sucesso as vagas na Liga dos Campeões da Ásia, terminando em terceiro lugar na primeira divisão, sua posição mais alta no campeonato até agora, além de ganhar a Copa do Rei. Em 2017, o clube se tornou o primeiro time da região de Qasim a jogar na Liga dos Campeões da Ásia. Al-Taawoun foi campeão da segunda divisão uma vez e vice-campeão duas vezes. O clube detém a conquista distinta como sendo um dos dois times de segunda divisão a jogar a final da Copa do Rei.
O clube joga seus jogos em casa no Estádio Cidade do Esporte Rei Abdullah em Buraida, dividindo o estádio com os rivais da cidade Al-Raed com quem eles disputam o Derby de Qasim.

## História
O Al-Taawoun foi fundado no ano de 1956 sob o nome de "Al-Shabab" por Saleh Al Wabili. Quatro anos após a fundação do clube, ele foi oficialmente registrado como um clube profissional em 1960. Sob a orientação de Zayed Al-Omrani, como presidente, o clube participou no Campeonato Saudita de Futebol pela primeira vez em sua história, antes de ser rebaixado de volta para a primeira divisão na próxima temporada. Dois anos depois, Al-Taawoun ganhou mais uma vez a promoção para a Pro League, mas desta vez como campeões da primeira divisão. O clube foi então rebaixado para a primeira divisão após um ano. Na temporada 2009-10, Al-Taawoun ganhou promoção para a Pro League pela primeira vez em mais de uma década como vice-campeão da liga. Eles têm jogado no Campeonato Saudita de Futebol desde a temporada de 2010-11. Em 29 de maio de 2016, o Al-Taawoun se classificou para a Liga dos Campeões da AFC pela primeira vez por ter terminado em quarto lugar no campeonato na temporada de 2015-16. Em 2 de maio de 2019 , o Al-Taawoun venceu sua primeira Copa do Rei, assim como seu primeiro troféu da primeira divisão, derrotando o Al-Ittihad na final. O Al-Taawoun também se tornou o primeiro clube da Região de Al-Qassim a ganhar a Copa do Rei.

## Títulos

### Nacionais
- Copa do Rei:  1 (2019)
- Primeira Divisão Saudita: 1 (1996–97)
- Segunda Divisão Saudita: 1 (1977–78)
- Copa Príncipe Faisal bin Fahd para times das 1ª e 2ª divisões:  4 (1996–97, 2000–01, 2007–08, 2008–09)

## Técnicos
| - Eoin Hand (1 de julho de 1987 – 30 de junho de 1988) - Antal Szentmihályi (1991–92) - Marco Cunha (2004) - Tohid Sebravî (2008–09) - Celso Fernandes (2008–09) - Abderrazak Chebbi (1 de junho de 2009 – 1 de janeiro de 2010) - Grigore Sichitiu (10 de janeiro de 2010 – 9 de maio de 2010) - Gheorghe Mulţescu (3 de julho de 2010 – 20 de dezembro de 2010) - Florin Motroc (22 de dezembro de 2010 – 29 de dezembro de 2011) - Srećko Juričić (1º de janeiro de 2012 – 20 de janeiro de 2012) - Grigore Sichitiu (20 de janeiro de 2012 – 1 de abril de 2012) - Khalid Kamal (interino) (1 de abril de 2012 – 24 de junho de 2012) | - Gjoko Hadžievski (1 de julho de 2012 – 20 de fevereiro de 2013) - Taoufik Rouabah (fevereiro de 2013 – setembro de 2014) - José Manuel Gomes]] (setembro de 2014 – 29 de maio de 2016) - Darije Kalezić (2 de junho de 2016 – 16 de outubro de 2016) - Constantin Gâlcă (18 de outubro de 2016 – 20 de março de 2017) - José Manuel Gomes (21 de março de 2017 – 2 de maio de 2018) - Pedro Emanuel (7 de maio de 2018 – maio de 2019) - Paulo Sérgio (21 de maio de 2019 – 29 de dezembro de 2019) - Abdullah Asiri (interino) (29 de dezembro de 2019 – 15 de janeiro de 2020) - Vítor Campelos (15 de janeiro de 2020 – 30 de agosto de 2020) - Abdullah Asiri (interino) (30 de agosto de 2020 – 16 de setembro de 2020) - Patrice Carteron (16 de setembro de 2020 –) |